# نظرية العناصر الخمسة
نظرية العناصر الخمسة (بالصينية: 五行) وهي مفهوم نظري شائع في الثقافة الصينية بشكل عام وفي الطاوية بشكل خاص، صيغ لتقديم تفسير للظواهر في الطبيعة.
تهتم نظرية العناصر الخمسة بوصف التآثرات (التأثيرات المتبادلة) بين خمسة مكوّنات موجودة في الطبيعة، وهي النار (火 هيو huǒ) والماء (水 شوي shuǐ) والخشب (木 مو mù) والفلز (金 جين jīn) والتراب (土 تو tǔ)؛ والعمليات التي تؤدي بالانتقال من طور أو حالة إلى أخرى.
انتشر مفهوم العناصر الخمسة في الثقافة الصينية في القرن الأول قبل الميلاد أثناء مملكة هان، وكان له كبير الأثر على الفكر والفلسفة الصينية وفي مختلف مجالات الحياة من الطب وعلم الفلك وعلم الأعشاب الصيني إلى الفنون القتالية والموسيقى وغير ذلك مثل فينج شوي (Feng shui) وشياتسو (Shiatsu) وتاي تشي شوان (Tai-Chi) وشن يي (Xing Yi Quan) وشيغونغ (Qigong).

## العناصر الخمسة
- الخشب
- النار
- التراب
- الفلز
- الماء

يعرف هذا الترتيب (خشب، نار، تراب، فلز، ماء) للعناصر باسم ترتيب «التوليد المتبادل» (相生 xiāngshēng)، أما ترتيب «الغالب المتبادل» (相克 xiāngkè) فيكون على الشكل: خشب، تراب، ماء، نار، فلز.

## اقرأ أيضاً
- نظرية العناصر الأربعة